# Лорен Скраґґс
Лорен Скраґґс (27 січня 2003 , Квінз, Нью-Йорк ) — американська фехтувальниця на рапірах, олімпійська чемпіонка та срібна призерка Олімпійських ігор 2024 року.

## Виступи на Олімпіадах
| Олімпіада  | Дисципліна           | Місце |
| ---------- | -------------------- | ----- |
| Париж 2024 | індивідуальна рапіра | 2     |
| Париж 2024 | командна рапіра      | 1     |